# Chou Wen-chung
Chou Wen-chung (chinesisch 周文中, Pinyin Zhōu Wénzhōng; * 28. Juli 1923 in Yantai, Republik China; † 25. Oktober 2019 in New York City) war ein US-amerikanischer Komponist chinesischer Herkunft.

## Lebensstationen
Chou kam 1946 in die USA. Er studierte zunächst an der Yale University Architektur und dann Komposition am New England Conservatory of Music in Boston, u. a. bei Nicolas Slonimsky und Carl McKinley. In New York studierte er ab 1949 bei Otto Luening an der Columbia University als auch privat bei Bohuslav Martinů und Edgard Varèse, dessen Freund und langjähriger Assistent er wurde. Als Komponist machte er mit ersten Werken wie Landscapes (1949) und Seven Poems of Tang Dynasty (1952) auf sich aufmerksam, die u. a. von Leopold Stokowski aufgeführt wurden. 1954 schloss er sein Studium ab und leitete 1955 bis 1957 ein Forschungsprojekt über chinesische Musik. 1958 wurde er amerikanischer Staatsbürger, unterrichtete an der University of Illinois at Urbana-Champaign und am Brooklyn College, ab 1964 dann an der Columbia University in New York, wo er 1972–1984 als Full Professor of Musik lehrte. 1978 gründete er das Center for U.S.-China Arts Exchange, das sich dem kulturellen Austausch zwischen den USA und China widmet. 1982 wurde er Mitglied der American Academy of Arts and Letters und gründete 1984 das Fritz Reiner Center for Contemporary Music, das er bis 1991 leitete. Daneben war er Mitglied internationaler Musikorganisationen wie der International Society for Contemporary Music ISCM und der Asian Composers League. 1994 verlieh ihm die ISCM die Ehrenmitgliedschaft.

### Freundschaft mit Edgard Varèse
Aufgrund der Freundschaft mit dem französischstämmigen Komponisten Varèse, der 1965 starb, wurde Chou der Nachlassverwalter von dessen Musik und Schriften. Er schrieb 1966 über ihn: Varèse: A Sketch of the Man and His Music. 1966/67 folgte A Varèse Chronologie.

## Werke (Auswahl)
- Landscapes, 1949
- Seven Poems of Tang Dynasty, 1952
- All in the Spring Wind, 1953
- And the Fallen Petals, 1955
- Riding the Wind, 1964
- Yü Ko, 1965
- Pien, 1966
- Yün, 1969
- Beijing in the Mist, 1986
- Echoes from the Gorge, 1989
- Concerto for Violoncello and Orchestra, 1992
- Streichquartett Nr. 1 Clouds, 1996
- Streichquartett Nr. 2 Streams, 2003
- Eternal Pine I-IV, 2008–2013

## Anmerkung
1. ↑  Die Quellen geben unterschiedliche Geburtsdaten an: 16. Mai, 29. Juni und 29. Juli 1923. Chou selbst nennt, wie auch New Grove, den 28. Juli 1923.